# Smicrus filicornis
Smicrus filicornis är en skalbaggsart som först beskrevs av Leon Fairmaire och Joseph Alexandre Laboulbène 1855.  Smicrus filicornis ingår i släktet Smicrus, och familjen fjädervingar. Arten är reproducerande i Sverige.